# Toxic Positivity
Toxic Positivity es el noveno álbum de estudio de la banda de rock alternativo The Used. Fue lanzado el 19 de mayo de 2023 por el sello discográfico Big Noise. El álbum fue producido por John Feldmann.

## Lanzamiento
La banda grabó 11 canciones en 11 días en octubre de 2021 y 10 canciones en 10 días en febrero de 2023 para este álbum. El primer sencillo lanzado del álbum es "Numb" y el segundo fue "Giving Up". 11 canciones formaron el álbum y las 10 restantes se lanzarán en el futuro.

## Lista de canciones
Todas las canciones escritas y compuestas por Joey Bradford, Jeph Howard, Bert McCracken, Dan Whitesides y John Feldmann.. 
| N.º | Título                      | Duración |  |
| 1.  | «Worst I've Ever Been»      | 2:50     |  |
| 2.  | «Numb»                      | 2:54     |  |
| 3.  | «I Hate Everybody»          | 2:48     |  |
| 4.  | «Pinky Swear»               | 2:13     |  |
| 5.  | «Headspace»                 | 3:35     |  |
| 6.  | «Cherry»                    | 2:55     |  |
| 7.  | «Dopamine»                  | 2:37     |  |
| 8.  | «Dancing with a Brick Wall» | 2:39     |  |
| 9.  | «Top of the World»          | 2:56     |  |
| 10. | «House of Sand»             | 2:00     |  |
| 11. | «Giving Up»                 | 3:10     |  |

## Personal
The Used
- Bert McCracken – voces.
- Joey Bradford – guitarras, coros.
- Jeph Howard – bajo, coros.
- Dan Whitesides – batería, percusión, coros.